# Toros Kibritjian
Toros Parsikhian Kibritjian (Alepo; 24 de febrero de 1934-Estados Unidos; 21 de enero de 2025) fue un árbitro de fútbol estadounidense de ascendencia siria y armenia.

## Trayectoria
Fue uno de los árbitros fundadores de la North American Soccer League, que fue en 1968. Ese mismo año, se le otorgó el gafete de FIFA.
Como internacional, estuvo en varios torneos de la Concacaf y en la Copa Mundial de Fútbol Juvenil de 1981, donde dirigió el empate de Australia y Camerún de 3-3.
Posteriormente arbitró en la Major Indoor Soccer League y fue despedido en 1986 por algunas controversias, pero cuatro años después fue recontratado.